# Windham Hill Records
Windham Hill Records é uma subsidiária da Sony Music Entertainment, especializada em acústicos, New Age e música folclórica. Originalmente fundada em 1976 como uma gravadora independente pelo guitarrista e carpinteiro William Ackerman e sua então esposa Anne Robinson, Windham Hill foi um gravadora bem sucedida e muito respeitada durante a sua altura na década de 1980 e 1990. A gravadora foi comprada pela BMG através de uma série de aquisições de 1992 a 1996 e é atualmente uma subsidiária da Sony Music Entertainment após a fusão posterior da BMG em 2008. A Private Music, também uma subsidiária da BMG, lançou algumas versões do catálogo de volta sob a marca Windham Hill Records. Desde a fusão da Sony, Windham Hill atualmente não libera material novo, mas recicla álbuns e compilações, como parte da marca da Sony Legacy Recordings.